# 阿察河
阿察河是俄羅斯的河流，屬於外貝加爾邊疆區的左支流，由外貝加爾邊疆區負責管轄，河道全長90公里，流域面積2,050平方公里，河水主要來雨水和融雪，每年十一月至翌年五月結冰。